# همستد نوریز
همستد نوریز (به انگلیسی: Hampstead Norreys) یک روستا و محله مدنی در بریتانیا است که در West Berkshire واقع شده‌است. همستد نوریز ۱۷٫۰۳ کیلومتر مربع مساحت و ۸۳۲ نفر جمعیت دارد.